# Plutonismus
Plutonismus je označení pro magmatické pochody vedoucí ke vzniku plutonů a plutonických hornin. Je také názvem starého učení vysvětlující vývoj zemské kůry účinky vnitrozemského ohně (správně vysvětlilo vznik vyvřelin). Jeho protikladem byla teorie neptunismu, podle níž veškeré horniny vznikly z vodních roztoků.

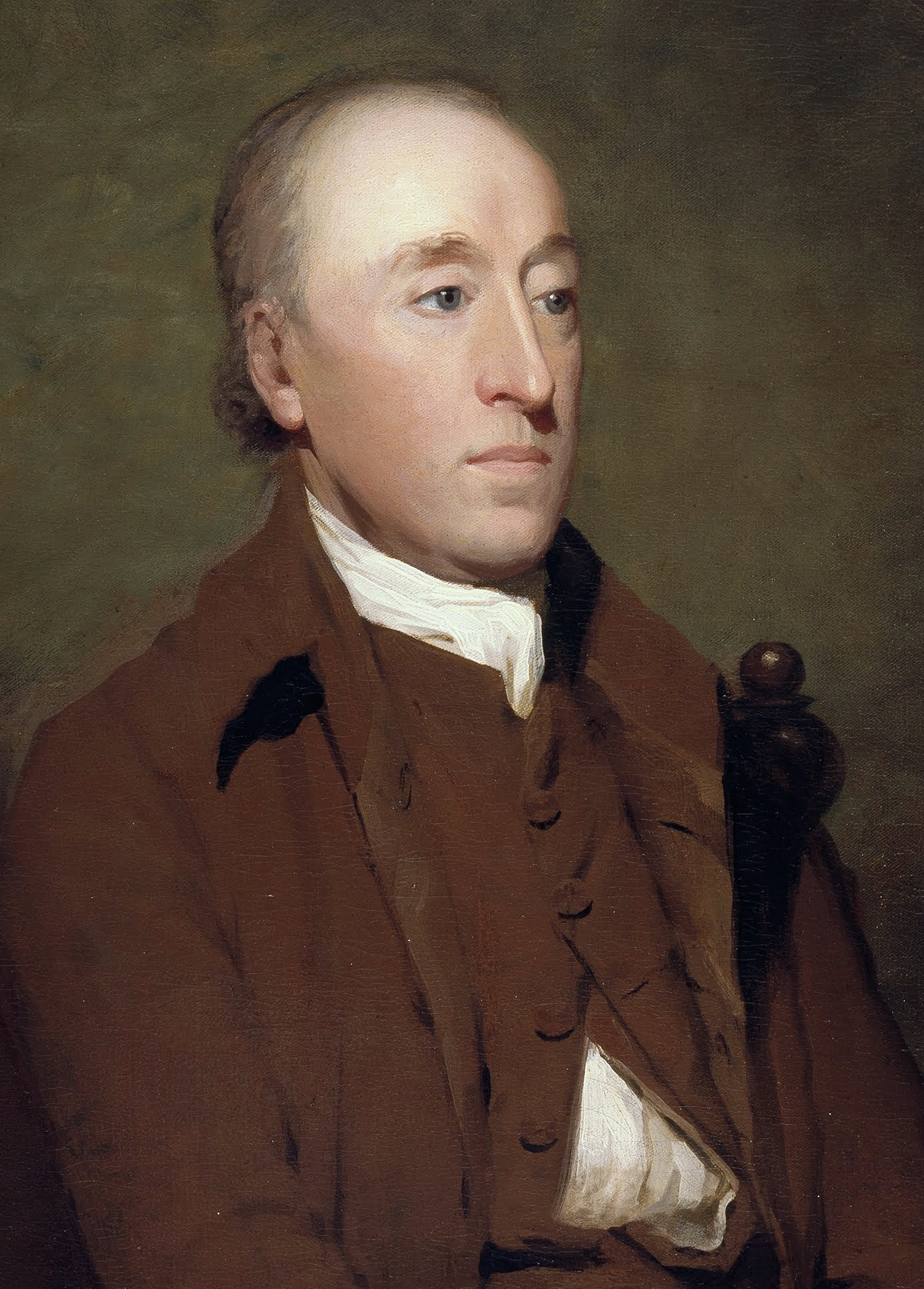
James Hutton (portrét)

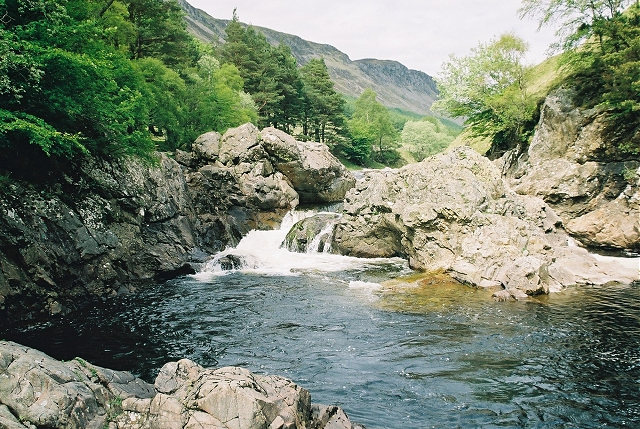
Vodopád blízko Forest Lodge, kde Hutton objevil důkaz, že roztavená hornina se smísila s již existující horninou - základ teorie plutonismu.

## Plutonismus jako teorie
Plutonismus (nebo také vulkanismus) je stará teorie, která předpokládala, že horniny tvořící povrch Země vznikly podpovrchovou magmatickou činností s pokračujícím postupným procesem zvětrávání a odnosu erodovaných hornin, které byly následně uloženy na mořském dně, přetvořeny teplem a tlakem do vrstev sedimentárních hornin a znovu vyzvednuty. Přišel s tvrzením, že čedič utuhl z roztaveného magmatu. Název se odvozuje od římského boha podsvětí Plutona (nebo také od římského boha ohně, sopek a kovářství Vulkána).

### Plutonismus vs. neptunismus
Myšlenka plutonismu byla poprvé zmíněna před rokem 1750 opatem Antonem Moro, který studoval vulkanické ostrovy, a následně rozvinuta geologem Jamesem Huttonem jako část jeho knihy Teorie Země (Theory of Earth). Tato myšlenka popírá teorii neptunismu Abrahama Wernera, která tvrdila, že Země byla původně tvořena vodou. Tento raný oceán obsahoval materiál, který usazením vytvořil převážnou část zemských hornin. Vrstvy těchto sedimentů postupně zformovaly jádro planety a kontinenty. Nejstarší a nejtvrdší vrstvy tvořila žula, novější vykazovaly vzrůstající počet fosílií. Další vrstvy byly uloženy povodněmi a jen méně pak sopečnou činností. Pojmenování teorie je odvozeno od římského boha moří Neptuna.
Plutonisté zpochybňovali pohled neptunistů, kteří odmítali Huttonův uniformitarianismus. Klíčovou částí debaty bylo přesvědčení neptunistů, že čedič je sedimentární horninou, ve které byly nalezeny některé fosílie. Opačný názor zastával Huttonův přítel John Playfair, který argumentoval tím, že tato hornina neobsahuje fosílie, protože vznikla z roztaveného magmatu a byla nalezena ve vulkanických žílách procházejících jinými horninami.
Spory pokračovaly až do 30. let 19. století, kdy nakonec teorie plutonistů převládla díky práci Charlese Lyella. Sedimentární horniny, jako je vápenec, ovšem vznikají procesy popsanými neptunisty, takže moderní petrografická teorie může být někdy nesprávně vnímána jako syntéza obou přístupů. Plutonismus se sice více blížil současnému pojetí, ani on však nebyl prost některých omylů, a tak obě teorie dnes náleží spíše do historie geologické vědy.

## Plutonismus jako geologický děj
Plutonismus je také označení pro hlubinný magmatismus, tedy magmatické děje probíhající pod zemským povrchem. V tomto případě je vulkanismus slovem opačného významu.